# Уређен скуп
Ако је {\displaystyle \rho } релација поретка на {\displaystyle A}, онда кажемо да је скуп {\displaystyle A} уређен релацијом {\displaystyle \rho }.
Уређени пар {\displaystyle (A,\rho )} се тада назива уређен скуп или парцијално уређен скуп.